# 丹桂街道
丹桂街道，是中华人民共和国四川省自贡市自流井区下辖的一个乡镇级行政单位，辖区面积约4平方公里。丹桂街道成立于1999年5月，属于自贡市高新区（汇东），为自贡市政治、经济、文化核心区域，自贡市市政府也坐落于此。其辖区境内的丹桂大街有“自贡城市客厅”、“全国和谐社区建设示范单位”以及四川“十大最美街道”的美誉。

## 行政区划
丹桂街道下辖以下地区：
丹桂社区、园丁苑社区、春华社区、梨园社区、方冲社区、桂花社区、银桦社区、交通苑社区、楠桂苑社区、明珠社区和绿盛社区。